# پچنو
پچنو (به صربی: Pečeno) یک منطقهٔ مسکونی در صربستان است که در پریچو واقع شده‌است. پچنو ۲٫۷۵ کیلومتر مربع مساحت و ۱۲۵ نفر جمعیت دارد.